# Toki o tomete
Toki o tomete (jap. 時ヲ止メテ) – trzydziesty singel południowokoreańskiego zespołu TVXQ, wydany w Japonii 24 marca 2010 roku przez Avex Trax. Został wydany w trzech edycjach: limitowanej CD+DVD, dwóch regularnych CD oraz „Tokyo Dome”. Osiągnął 1 pozycję w rankingu Oricon i pozostał na liście przez 20 tygodni, sprzedał się w nakładzie 228 448 egzemplarzy w Japonii. Singel zdobył status platynowej płyty.

## Lista utworów

### CD
| CD | CD                                                                    | CD             | CD                  | CD                     | CD      |
| Nr | Tytuł utworu                                                          | Tekst          | Kompozycja          | Aranżacja              | Długość |
| -- | --------------------------------------------------------------------- | -------------- | ------------------- | ---------------------- | ------- |
| 1. | „Toki o tomete” (jap. 時ヲ止メテ)                                     | Shinjirō Inoue | Ichirō Fujiya       | Kahara Daisuke         | 5:34    |
| 2. | „CHECKMATE” (YUNHO from Tōhōshinki)                                   | H.U.B.         | Yunho, Lee Chan-woo | Yunho, Lee Chan-woo    | 4:28    |
| 3. | „Toki o tomete -never end remix-” (jap. 時ヲ止メテ -never end remix-) | Shinjirō Inoue | Ichirō Fujiya       | Shinjirō Inoue (remix) | 6:04    |
| 4. | „Toki o tomete” (jap. 時ヲ止メテ) (Less Vocal)                        |                | Ichirō Fujiya       | Kahara Daisuke         | 5:34    |
| 5. | „CHECKMATE” (YUNHO from Tōhōshinki) (Less Vocal)                      |                | Yunho, Lee Chan-woo | Yunho, Lee Chan-woo    | 4:28    |

### CD+DVD
| CD | CD                                               | CD             | CD                  | CD                  | CD      |
| Nr | Tytuł utworu                                     | Tekst          | Kompozycja          | Aranżacja           | Długość |
| -- | ------------------------------------------------ | -------------- | ------------------- | ------------------- | ------- |
| 1. | „Toki o tomete” (jap. 時ヲ止メテ)                | Shinjirō Inoue | Ichirō Fujiya       | Kahara Daisuke      | 5:34    |
| 2. | „CHECKMATE” (YUNHO from Tōhōshinki)              | H.U.B.         | Yunho, Lee Chan-woo | Yunho, Lee Chan-woo | 4:28    |
| 3. | „Toki o tomete” (jap. 時ヲ止メテ) (Less Vocal)   |                | Ichirō Fujiya       | Kahara Daisuke      | 5:34    |
| 4. | „CHECKMATE” (YUNHO from Tōhōshinki) (Less Vocal) |                | Yunho, Lee Chan-woo | Yunho, Lee Chan-woo | 4:28    |

| DVD | DVD                                            | DVD     |
| Nr  | Tytuł utworu                                   | Długość |
| --- | ---------------------------------------------- | ------- |
| 1.  | „Toki o tomete” (jap. 時ヲ止メテ) (Video Clip) |         |
| 2.  | „Off Shot Movie”                               |         |

## Notowania
| Lista                             | Pozycja |
| --------------------------------- | ------- |
| Oricon Weekly Singles Chart       | 1       |
| Oricon Yearly Singles Chart       | 26      |
| Billboard Japan Hot 100           | 1       |
| Billboard Japan Top Singles Sales | 1       |